# Napoléon, avec la France ou contre la France ?
Napoléon, avec la France ou contre la France ? est un opuscule du journaliste et homme politique français Charles Maurras publié en 1929. L'auteur y dresse un bilan critique de Napoléon.

## Présentation
Le premier tirage est achevé d'imprimer le 26 juillet 1929 et orné d'un portrait de l'auteur. Devant son succès, Flammarion décide de rééditer l'essai durant l'automne 1932. Le texte est ensuite repris en 1937 dans le triptyque Jeanne d'Arc, Louis XIV, Napoléon.
Le texte est construit à partir d'anciens articles publiés dans L'Action française. L'historien Thierry Lentz, spécialiste de Napoléon, estime que le livre concentre toutes les « obsessions maurassiennes » enrobées « au milieu de considérations décousues sur l’histoire napoléonienne ». Maurras s'appuie pourtant sur les travaux d'Albert Vandal, d'Henry Houssaye et Jacques Bainville.
Il dresse un portrait favorable du général puis empereur Napoléon.

« En tacticien politique que l’on pourrait dire ici « gêné aux entournures », il n’oublie pas non plus que l’histoire et la légende napoléoniennes ne sont pas sans écho sur les masses et, singulièrement, sur les fondateurs et les militants de l’Action française qui ont, tous ou presque, dans leurs tiroirs, quelque médaille de Sainte-Hélène remise à leurs grands-parents. « Tout ce qui est national est nôtre », ajoute-t-il, pour rassurer ses lecteurs les plus napoléonistes [...]. »

Maurras apprécie le coup d'État du 18 Brumaire pour avoir mis fin au parlementarisme. Toutefois, lorsque le coup de force aura été réalisé, Maurras considère qu'il ne faudrait pas replonger la France dans les erreurs du passé :

« l’ordre « bonapartiste », centralisateur et étatique – un « faux ordre », a déjà écrit Maurras dans L'Avenir de l'intelligence –, sera écarté au profit de l’autorité royale appuyée et soutenue par de libres provinces et les corporations de métiers »

Il critique aussi la splendeur militaire de Napoléon servant selon lui à masquer un bilan désastreux,. D'après Pierre de Bénouville, les réflexions du livre posent « le problème de la guerre à cause du grand nombre de tués ».